# High Resolution Coronal Imager

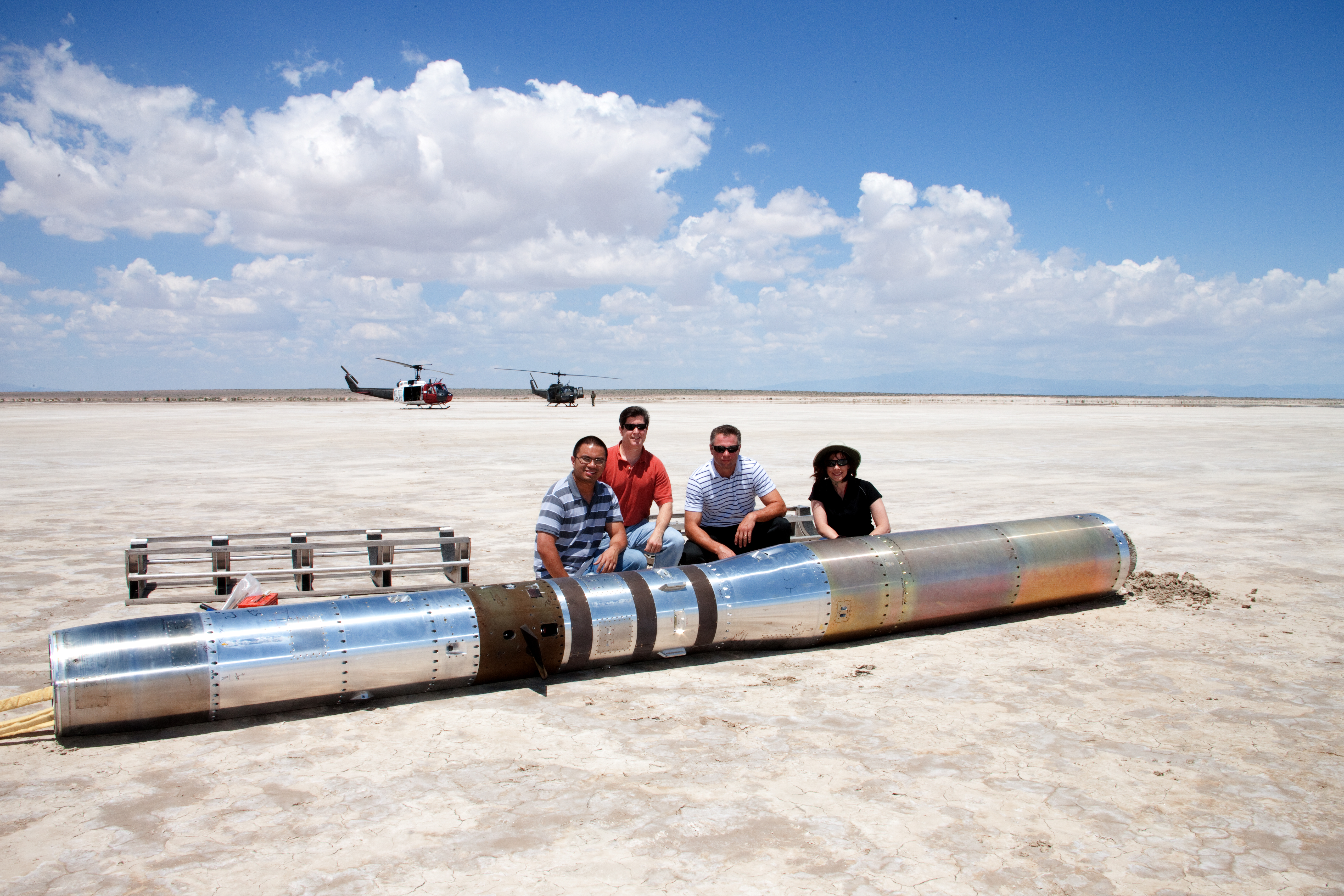
Das Rettungsteam posiert für ein Foto bei der Landung, bevor das Instrument in ein paar US-Army-Hubschrauber verladen wird und zurück zur Basis gebracht wird.

Der High Resolution Coronal Imager (Hi-C) ist ein suborbitales Teleskop, welches gebaut wurde, um hochauflösende Bilder der  Sonnenkorona zu machen. Es wurde am 11. Juli 2012 an Bord einer Höhenforschungsrakete vom White Sands Missile Range in New Mexico gestartet.

## Mission

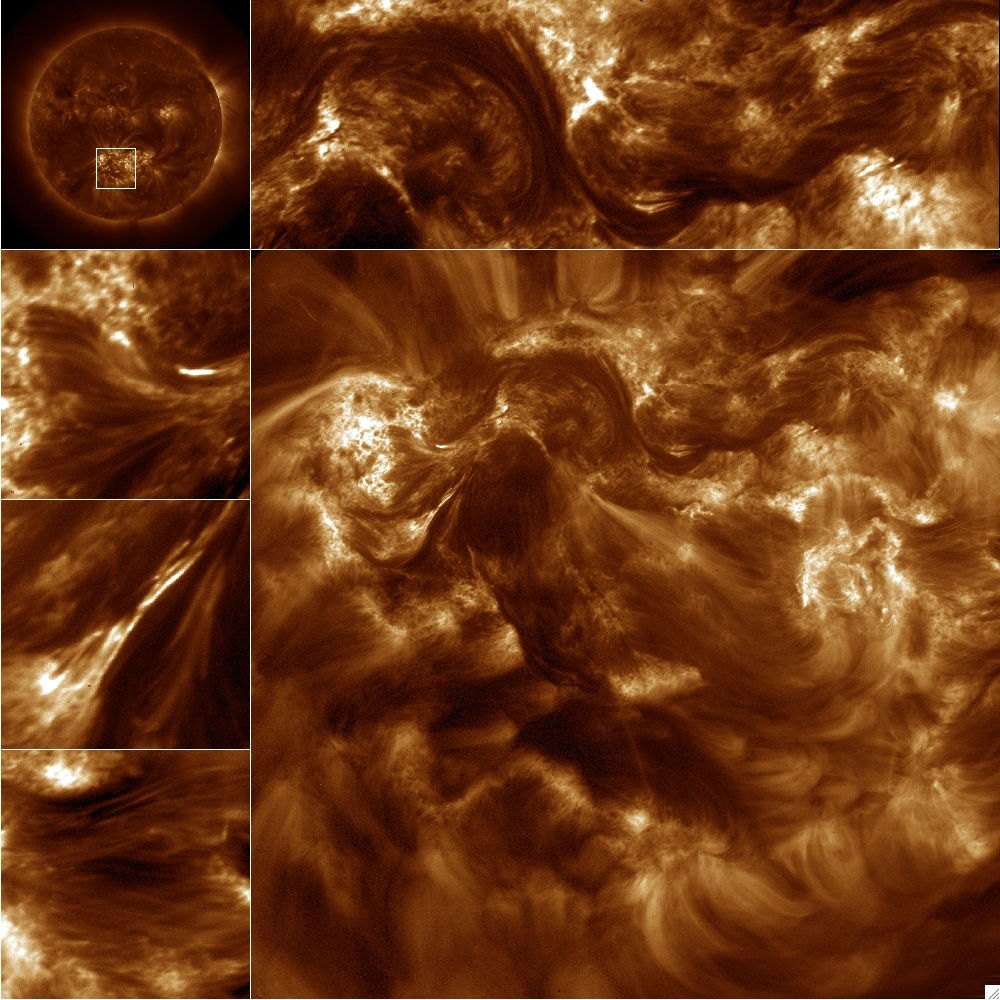
Bilder der mehrere Millionen Grad heißen Sonnenkorona mit Bildern der sich windenden Magnetzöpfe (links im Bild).

Das Teleskop wiegt 210 Kilogramm und machte 165 Bilder während seines kurzen 620 Sekunden dauernden Fluges.